# Станіслав Любомирський (маршалок)
Станісла́в Любоми́рський (пол. Stanisław Lubomirski; 25 грудня 1722, Краків — 12 серпня 1783, Ланьцут) — князь, державний діяч Речі Посполитої. Стражник великий коронний (1752 р.), маршалок великий коронний (1766 р.).

## Біографія
Молодший син князя, воєводи чернігівського Юзефа Любомирського та його другої дружини Терези Мнішек (перша — Констанція Белжецька.[джерело?] Після смерті батька 1732 року його опікунам, протекторами стали Чарторийські, чому сприяла кузина Софія з Сенявських Чорторийська. В 1735-1737 роках разом з братом Антонієм навчався в лицарській академії (Лєґніца), потім — лицарській академії Турина (за даними короля С. А. Понятовського). 1744 року — посол на сейм від Львівської землі. 7 червня 1752 року став стражником великим коронним. Наприкінці 1772 року поглибились його суперечки з Чорторийськими та королем, наближення до табору їх конкурентів — Потоцьких; шлюб найстаршої доньки з Іґнацієм Потоцьким відбувся без участи короля 27 грудня 1772 року. 1782 року отримав від «скарбу Австрії» Калуське староство.
Мав слабке здоров'я, хворів на сухоти, помер 12 серпня 1783 року в Ланьцуті, був похований там же. По його смерті вдова перейняла правом «доживоття» земські маєтки, королівщини, борги — 6 млн злотих польських.

## Родина
9 червня 1753 року одружився з донькою князя Олександра-Августа Чорторийського Ельжбетою Геленою Анною. У посаг дістав, зокрема, Бережани, Сатанів. Діти :
- Ельжбета
- Юлія
- Александра — дружина Станіслава Костки Потоцького,
- Констанція Малґожата.